# Bridget Jones: Bolondulásig
A Bridget Jones: Bolondulásig (eredeti cím: Bridget Jones: Mad About the Boy) 2025-ben bemutatott koprodukciós romantikus filmvígjáték, amelyet Michael Moris rendezett, Helen Fielding Bridget Jones naplója 3. – Bolondulásig című regénye alapján. A 2016-os Bridget Jones babát vár című film folytatása, valamint a Bridget Jones antológia 4. és egyben utolsó része. A főbb  szerepekben Renée Zellweger, Chiwetel Ejiofor, Leo Woodall, Jim Broadbent, Isla Fisher, Colin Firth és Hugh Grant látható.
A filmet Franciaországban 2025. február 12-én a StudioCanal, az Amerikai Egyesült Államokban egy nappal később, február 13-án a Universal Pictures, míg Magyarországon a UIP-Dunafilm forgalmazásában, ugyanezen a napon mutatták be a mozikban.

## Szereplők
| Szereplő         | Színész           | Magyar hang       |
| ---------------- | ----------------- | ----------------- |
| Bridget Jones    | Renée Zellweger   | Udvaros Dorottya  |
| Daniel Cleaver   | Hugh Grant        | Stohl András      |
| Dr. Rawlings     | Emma Thompson     | Kovács Nóra       |
| Scott Walliker   | Chiwetel Ejiofor  | Kálid Artúr       |
| Roxster McDuff   | Leo Woodall       | Jéger Zsombor     |
| Mark Darcy       | Colin Firth       | Kőszegi Ákos      |
| Colin Jones      | Jim Broadbent     | Harsányi Gábor    |
| Pamela Jones     | Gemma Jones       | Halász Aranka     |
| Rebecca          | Isla Fisher       | Ágoston Katalin   |
| Talitha          | Josette Simon     | Kocsis Judit      |
| Chloe            | Nico Parker       | Podlovics Laura   |
| Nicolette        | Leila Farzad      | Pálfi Kata        |
| Miranda          | Sarah Solemani    | Sipos Eszter Anna |
| Sharon "Shazzer" | Sally Phillips    | Spilák Klára      |
| Jude             | Shirley Henderson | Huszárik Kata     |
| Tom              | James Callis      | Csőre Gábor       |
| Una Alconbury    | Celia Imrie       | Pálos Zsuzsa      |

### Magyar változat
A szinkront a Mafilm Audio Kft. készítette.
- Főcím: Egressy G. Tamás
- Magyar szöveg: Speier Dávid
- Felvevő hangmérnök: Farkas László
- Vágó: Simkóné Varga Erzsébet
- Gyártásvezető: Kincses Tamás
- Szinkronrendező: Dóczi Orsolya
- Produkciós vezető: Hagen Péter

## A film készítése
2022 októberében Helen Fielding a Radio Times-nak adott interjújában megerősítette, hogy készülőben van egy negyedik film a Bridget Jones filmsorozathoz, amely a Bridget Jones babát vár folytatása lesz.
2024 áprilisában hivatalosan is bejelentették, hogy a negyedik film a könyvsorozat harmadik részén, a Bridget Jones naplója 3. – Bolondulásig című regényen alapul. Renée Zellweger, Hugh Grant és Emma Thompson visszatérnek korábbi szerepeikben, míg Chiwetel Ejiofor és Leo Woodall új szereplőként csatlakoznak a stábhoz. A filmet Michael Morris rendezi Helen Fielding forgatókönyve alapján, amelyen Abi Morgan és Dan Mazer is közreműködtek. A produkciót Tim Bevan, Eric Fellner és Jo Wallett irányítják a Working Title Films égisze alatt, míg a Miramax  társfinanszírozóként vesz részt a projektben. 2024 májusában újabb színészek csatlakoztak a szereplőgárdához, köztük Isla Fisher, Josette Simon, Nico Parker és Leila Farzad. Emellett Jim Broadbent, Gemma Jones, Sarah Solemani, Sally Phillips, Shirley Henderson és James Callis is visszatérnek a korábbi filmekből ismert karaktereikkel.
Bár Bridget korábbi szerelme, Mark Darcy (Colin Firth) feltűnik a filmben, kiderül, hogy meghalt, így Bridget özveggyé vált, ami sok rajongót megdöbbentett.
A forgatási munkálatok 2024. május 10-én kezdődtek a londoni Sky Studios Elstree stúdiójában, és augusztus 8-án fejeződtek be.